# Chersotis acutangula
Chersotis acutangula là một loài bướm đêm trong họ Noctuidae.